# Sanandaj
Sanandaj uttal (fil) (persiska: سنندج), eller Sine (kurdiska: سنه), är en stad i nordvästra Iran. Den är administrativ huvudort för både delprovinsen Sanandaj och provinsen Kurdistan och har lite mer än 400 000 invånare. Stadens invånare talar övervägande sorani. Awyar är ett berg vid Sanandaj.